# Teresa Bücker

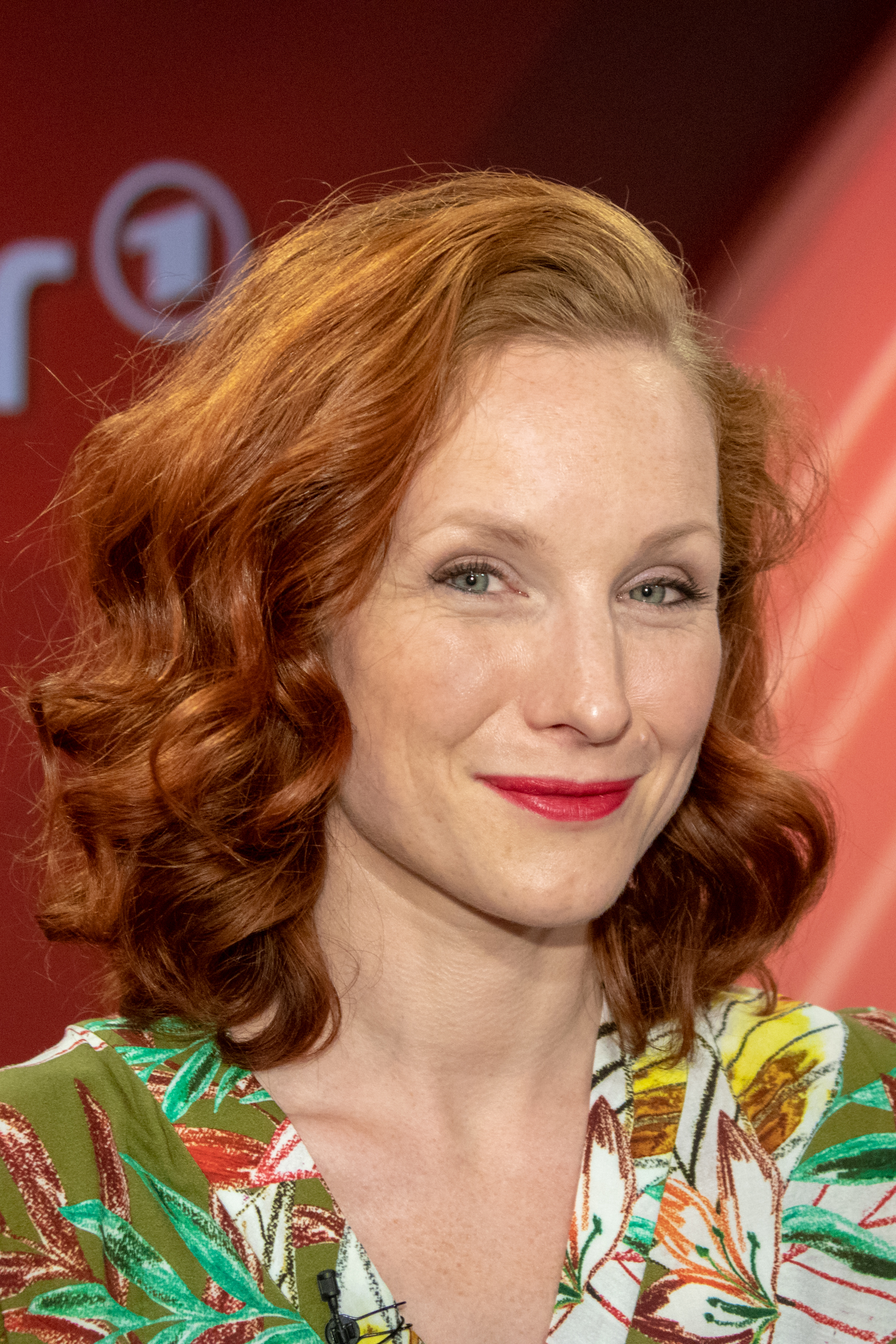
Teresa Bücker (2018)

Teresa Maria Bücker (* 13. März 1984 in Meschede) ist eine deutsche Journalistin, Autorin und Bloggerin. Sie schreibt aus einer feministischen Perspektive zu gesellschaftspolitischen Themen der Gegenwart. Von 2017 bis 2019 war sie Chefredakteurin des Onlinemagazins Edition F.

## Leben und Wirken
Bücker wuchs in Meschede auf und erlangte dort 2003 ihr Abitur. Anschließend studierte sie an der Freien Universität Berlin von 2003 bis 2004 Veterinärmedizin und von 2004 bis 2008 Publizistik, Psychologie und Politik, schloss das Studium aber nicht ab. 2007 begann sie zu bloggen und seit 2008 ist sie auf Twitter aktiv. Von 2008 bis 2010 war sie Ressortleiterin Community und Social Media der Wochenzeitung der Freitag.
Von 2010 bis 2012 arbeitete sie als Referentin für Digitale Strategie des SPD-Parteivorstands und von 2012 bis 2014 als Referentin für Social Media der SPD-Bundestagsfraktion. 2011 gehörte sie zu den Gründungsmitgliedern des Vereins D64 – Zentrum für Digitalen Fortschritt, dessen Vorstand sie von 2012 bis 2014 angehörte.
Von 2014 bis 2017 war Bücker Redaktionsleiterin des feministischen Onlinemagazins Edition F und von 2017 bis 2019 dessen Chefredakteurin. Seit November 2019 schreibt sie für das Süddeutsche Zeitung Magazin Online die Kolumne Freie Radikale – die Ideenkolumne im Zweiwochenrhythmus.
Parallel schrieb sie als freie Autorin für andere Medien, unter anderem von 2010 bis 2014 den FAZ-Blog „Deus Ex Machina“ und für Zeit Online. Außerdem war sie ab 2018 Mitglied der Jury des Deutschen Reporterpreises und 2019 Mitglied der Jury des Nannen Preises.
Bücker ist Mutter von zwei Kindern und lebt in einer Patchworkfamilie in Berlin.

## Öffentliche Beiträge
Bücker spricht regelmäßig auf Konferenzen wie auch in Fernseh-Talkshows. Viele ihrer Beiträge in dem Online-Magazin beschäftigten sich mit dem Spannungsfeld der Herausforderungen des Feminismus und gesellschaftlichen Entwicklungen im Allgemeinen sowie dem Muttersein. Zusammen mit Mitstreitenden initiierte sie nach den sexuellen Übergriffen in der Silvesternacht 2015/16 in Köln die Kampagne „#ausnahmslos“ gegen sexualisierte Gewalt und Rassismus. Mit dem Aufruf wehrten sich laut der Freitag „Feministinnen gegen die Vereinnahmung der Ereignisse von Köln durch Rechtspopulisten“.
Im Oktober 2022 erschien ihr Sachbuch Alle_Zeit. Eine Frage von Macht und Freiheit. Bücker zeichne darin „das Bild eines Landes im Dauerstress“, der zur Vernachlässigung persönlicher Bedürfnisse führe, die individuelle Freiheit einschränke und die Gesundheit gefährde. Als Konsequenz fordert sie die Zeit als eine neue Kategorie gesellschaftspolitischer Debatten und Entscheidungen und macht Vorschläge zur Umsetzung. Diese seien zu bedenken, verblieben jedoch „notgedrungen in der Man-müsste-Sphäre“, so Niklas Elsenbruch in der Süddeutschen Zeitung.

## Auszeichnungen
- 2017: „Journalistin des Jahres“ des Medium Magazins in der Kategorie „Entrepreneur“, gemeinsam mit Nora-Vanessa Wohlert und Susann Hoffmann[28]
- 2019:  „Journalistin des Jahres“, Medium Magazin, Platz: 2 in der Kategorie Kultur.[29]
- 2021: Die Goldenen Blogger: „Deutschlands Bloggerin des Jahres“[30]
- 2023: NDR Sachbuchpreis für Alle_Zeit. Eine Frage von Macht und Freiheit.[31]
- 2024: Frauenringsfrau[32] des Deutschen Frauenrings

## Schriften
- Pandemie und Geschlechter. Ein Gespräch über eine feministische Zukunft. Dietz Verlag, Bonn 2021, ISBN 978-3-8012-0604-8.
- Alle_Zeit. Eine Frage von Macht und Freiheit.  Ullstein Buchverlage, Berlin 2022, ISBN 978-3-550-20172-1.